# Immendingen
Immendingen – miejscowość i gmina w Niemczech, w kraju związkowym Badenia-Wirtembergia, w rejencji Fryburg, w regionie Schwarzwald-Baar-Heuberg, w powiecie Tuttlingen, wchodzi w skład związku gmin Immendingen-Geisingen. Leży nad Dunajem, ok. 8 km na południowy zachód od Tuttlingen, przy drodze krajowej B311.